# Ładunek 200
Ładunek 200 (ros. Груз 200, Gruz dwiesti, również dwuchsotyj, ros. двухсо́тый – pol. dwusetny) – określenie stosowane w ZSRR, a następnie w krajach poradzieckich w stosunku do transportu ciała zabitego żołnierza. Termin stosowany jest od czasów radzieckiej interwencji w Afganistanie.
Z określenia tego korzystają np. grupy społeczników dokumentujących straty rosyjskiego wojska w trakcie wojny w Donbasie.
Wartość „200” wynika z faktu, że sumaryczna waga pakunku z ciałem (skrzynia zawierająca drewnianą trumnę, która z kolei zawierała cynkową trumnę) wynosiła około 200 kg.

## Podobne pojęcia
- Ładunek 300 (ros. Груз 300, Gruz trista, triochsotyj) – oznaczenie transportów rannych żołnierzy, którzy są niezdolni do dalszej walki[1].
- Ładunek 400 (ros. Груз 400, Gruz czietyriesta) – określenie żołnierzy, którzy cierpią na zespół stresu pourazowego po doświadczeniach wojennych.